# Gouveia (freguesia)
Gouveia es una freguesia portuguesa del municipio de Gouveia, distrito de Guarda.

## Historia
La freguesia fue creada con el nombre de União das Freguesias de Gouveia (São Pedro e São Julião) el 28 de enero de 2013 en aplicación de una resolución de la Asamblea de la República de Portugal promulgada el 16 de enero de 2013 con la unión de las freguesias de São Julião y São Pedro, pasando a estar situada su sede en la antigua freguesia de São Pedro. Esta denominación se mantuvo hasta el 26 de agosto de 2014 que pasó a llamarse con su actual nombre en aplicación de la Alteración de denominación n.º 60/2014.

## Demografía
| Gráfica de evolución demográfica de Gouveia entre 2011 y 2021 |
|                                                               |
| Datos según el nomenclátor publicado por el INE portugués.    |